# Divizion
Divizion je stalna artilerijska vojaška formacija moči bataljona, pri čemer je sestavljen iz 3-6 baterij in mu poveljuje major oz. podpolkovnik. Več divizionov je združenih v artilerijske polke oz. brigade.